# Thayers meeuw
Thayers meeuw (Larus glaucoides thayeri) is een vogel uit de familie Laridae. De taxonomische status van deze meeuw is onduidelijk, maar op de IOC World Bird List wordt deze als ondersoort van de kleine burgemeester opgevoerd.

## Verspreiding en leefgebied
Deze soort broedt in arctisch Canada en overwintert voornamelijk langs de westkust van Noord-Amerika.